# 古藺清代墓葬群
古藺清代墓葬群位於四川省瀘州市古藺縣，文物遺址年代判定為清。2012年7月16日公佈為第八批四川省文物保護單位。

## 簡介[2]
古藺清代墓葬群位於四川省瀘州市古藺縣境內，共計五處清代墓群，分別為白家山羅氏墓地（2座墓）、墳壩王氏墓地（5座墓）、桂花駱氏墓地（5座墓）、蔡家寨王氏墓地（7座墓）、觀文柚子土貞節坊（2座墓：含曾傳翯、賴氏合葬墓一座，曾紀藻、車氏合葬墓一座。並有貞節坊一座，該坊為兩代守節婦女而建）。古藺清代墓葬大多由石砌墓塚、墓碑、墓院和墓院門樓等組成，墓碑、門樓多為石質仿木結構，其上均飾有人物、戲劇場面、花卉和動物等主題的深、淺浮雕、樓空雕和圓雕，其雕刻手法嫺熟飄逸、精湛細膩，表現形式豐富多彩、人物形象栩栩如生，戲劇場面活靈活現。古藺清代墓葬群保存完好，極具區域代表性的墓葬佈局和墓葬結構對考古學研究中全面認識清代川南地區喪葬文化有著重要作用，獨具一格的精美雕刻不僅對瞭解清代川南工藝水平意義重大，也有著極高的審美價值。